# Кулакова, Марина Олеговна
Марина Олеговна Кулакова (23 марта, 1962) — русская поэтесса, прозаик, филолог и публицист. Руководитель молодёжного творческого объединения «Светлояр русской словесности».

## Биография
Родилась в 1962 году в городе Горьком (ныне Нижний Новгород). Мать Марии работала учительницей, а потом и директором, отец Олег Блинов был актёром.
Окончила филологический факультет Горьковского университета и Высшие литературные курсы при Литературном институте им. А. М. Горького, училась на театроведческом факультете РАТИ (бывший ГИТИС). Работала учителем в сельской школе (село Большое Устинское Горьковской области), занималась газетной, теле- и радиожурналистикой в Нижнем Новгороде. Лауреат первого Горьковского рок-фестиваля (1986). Была инициатором создания и соредактором журнала «Urbi» (1991).
Печатается с 1980 года. Стихи публиковались в журналах «Нева» (1984, № 2), «Москва» (1984, № 3), «Литературная учёба» (1984, № 5), «Юность», «Новый мир» (1987, № 1; 1988, № 3), «Крокодил» (1988, № 33).
Стихи переводились на сербский, немецкий, английский, грузинский, армянский языки.
Член Союза российских писателей.
Лауреат областного поэтического конкурса им. Б.Корнилова (1980).
Живёт в Нижнем Новгороде.

## Книги
- «Когда бы не юность» — стихи. (Горький, Волго-Вятское издательство, 1986)

- «Государственный заповедник», «Аут», «Апрель проходит» —  стихи. (Горький, 1987)
- «Фантазии на тему реальности» — стихи. (Нижний Новгород, Волго-Вятское издательство, 1991)
- «Стихи Александрины», журнал «Urbi». (Нижний Новгород 1995)
- «Река по имени Мастер» — проза, эссеистика, теория и литературная практика. (Нижний Новгород, «Деком», 1996)
- «Государственный заповедник» — стихи. (Издательство Нижегородского института экономического развития, 1999, предисловие М.Гаспарова)
- «Живая» — проза, публицистика, эссеистика. (Москва, Открытая книга, 2008)
- «Человьиха» — стихи (2010)
- «Корень Русь» — стихи (2013)
- «Настоящие» — составитель, автор вступительного слова (Нижний Новгород, издательство Бегемот, 2015)
- «Столетник Марии и Анны» — проза (Нижний Новгород, Издательство Литера, 2018)

## Публикации
- «Новый Мир», № 9 за 1994 г. «И замысел мой дик — играть ноктюрн на пионерском горне!»
- «Знамя», № 5 за 2001 г. Взгляд Александра Ерёменко.
- «Знамя», № 10 за 2001 г. Главный человек «Вавилона».
- «Знамя», № 11 за 2004 г. Живая.
- «Арион», № 3 за 2005 г. «Формально продвинутые». Куда? (об антологии «Диапазон»)
- «Дети Ра», № 6(44) за 2008 г. Наступает ленивое время. Стихотворения
- «Дружба Народов», № 10 за 2009 г. Наследство. Стихи
- «Крещатик», № 1 за 2012 г. Женствую.
- «Арион», № 3 за 2012 г. Листки.
- «Дети Ра», № 10(96) за 2012 г. Корнесловие с улыбкой. Стихотворения